# Campo de Rieucros
El Campo de Rieucros fue un campo de internamiento situado en una colina boscosa cercana a Mende, en el departamento francés de Lozère. Se mantuvo operativo desde enero de 1939 a febrero de 1942. El primer ministro Édouard Daladier decretó la apertura del campo el 21 de enero de 1939 con el objetivo de mantener aislados de la población francesa a los voluntarios antifascistas de las Brigadas Internacionales que pasaron a Francia tras la derrota de la Segunda República española, en el fenómeno conocido como La Retirada. Junto a ellos se internaron en este campo otros "hombres extranjeros sospechosos e indeseables," a veces acusados de delitos comunes. Después de la entrada de Francia en la Segunda Guerra Mundial, las autoridades transfirieron a los prisioneros al campo de le Vernet y en octubre de 1939 empezó el internamiento de las "mujeres extranjeras sospechosas e indeseables". Con la rendición de Francia, 46 días después de entrar en guerra contra Alemania, Rieucros cayó en la zona de Francia no ocupada por Alemania por lo que el Estado francés, el régimen de Vichy, asumió el control del campo siendo este transferido por las autoridades de la Tercera República francesa. En febrero de 1942, las autoridades del campo transfirieron a todas las mujeres, niños y niñas al campo de Brens.

## Contexto histórico
A finales de los años 30 la Tercera República francesa fue incrementando las restricciones a la inmigración de los crecientes refugiados políticos debidos al avance del fascismo y el nazismo en Europa. El primer ministro Édouard Daladier, del Partido Radical, evitó al parlamento para emitir en 1938 y 1939 una serie de leyes que acababan con el torrente de inmigrantes legales y castigaban la inmigración ilegal invirtiendo la tradición francesa de actuar como país de asilo. Un decreto de Daladier del 12 de noviembre de 1938 dio al estado el poder de internar a extranjeros en los campos.
En los primeros meses de 1939 la Guerra española llegaba a su final, en estos momentos los ejércitos franquistas empujaron a unos 500.000 refugiados hacia el norte, cruzando la frontera francesa. La Tercera República francesa respondió creando una serie de campos de internamiento para albergar y confinar a los refugiados, el primero de los cuales fue Rieucros.
Habitualmente los historiadores citan como factores motivadores de la hostilidad francesa hacia la recepción de refugiados en este periodo el miedo francés a una revolución social y a una guerra civil, la xenofobia, y la idea de que los antifascistas extranjeros que huían de las dictaduras de Franco, Mussolini y Hitler querían llevar a Francia a otra guerra europea "para satisfacer su lujuria personal para venganza", este clima social pudo incidir en la creación de estos campos. Como resultado, la mayoría de la población internada en campos en Francia en vísperas de Segunda Guerra Mundial fueron las primeras víctimas y oponentes al fascismo europeo, facilitando la toma del poder por parte del régimen colaboracionista de Vichy cuando la Tercera República se rindió frente al Tercer Reich en junio de 1940.

## Internados
Estas personas fueron internadas en el campo de Rieucros:
- El Italiano antifascista Ernesto Bonomini, que huyó del campo en abril de 1939.
- La anarquista rusa Ida Mett[7] y su hijo.
- La comunista alemana Dora Schaul.
- La periodista Hanka Grothendieck y su hijo, el matemático Alexandre Grothendieck.
- La republicana española Isabel del Castillo[8] y su hijo, el escritor Michel del Castillo.
- La escritora y periodista Lenka Reinerová.
- La resistente comunista francesa Angelita Bettini.[9]
- Teresa Noce, dirigente italiana obrera, activista y periodista.[10]

## Asociación conmemorativa
L'Association pour le souvenir de Rieucros es una asociación conmemorativa fundada el 12 de agosto de 1992 con el objetivo de "preservar la memoria del sufrimiento de las personas internadas en el campo así como para estudiar las causas que llevaron a la creación de un campo como este en un pasado reciente." Entre los miembros de la asociación hay antiguos internos y sus familiares, entre otros. La asociación tiene implicaciones en actividades educativas y conmemorativas, incluyendo la preservación del área sobre la que se encontraba el campo y la participación en una ceremonia anual de conmemoración el 16 de julio, el día Nacional del recuerdo de las víctimas de la persecución racista y antisemitas, en el aniversario de la Redada del Velódromo de Invierno.

## Vestigios
Quedan pocos vestigios del campamento. Un signo informativo indica su posición, pero el cuartel y las vallas de alambre de espino han desaparecido. Dos casas de piedra formaban parte del conjunto, todavía existen y pertenecen a propietarios privados. El resto más significativo del campo hoy día es un grabado en roca de un soldado con las fechas 1789 y 1939, marcando el 150.º aniversario de la Revolución francesa, probablemente una escultura hecha por el interno alemán, Walter Gierke, que habría esculpido el monumento en 1939, con motivo de la celebración del aniversario.

## Literatura y memorias
- Michel del Castillo, Tanguy (1957)
- Isabel del Castillo, El Incendio: Ideas y Recuerdos (1954)
- Dora Schaul, Résistance - Erinnerungen deutscher Antifaschisten (1973) (en alemán).